# HMS Louis (1913)
HMS Louis (Корабль Его Величества «Луис») — британский эскадренный миноносец типа L. Участвовал в Первой мировой войне.
Строился на верфи Fairfield Shipbuilding and Engineering Company в Говане, Шотландия (заводской номер 491) под именем HMS Talisman. Спущен на воду 30 декабря 1913 года. Перед спуском переименован в HMS Louis. Назван в честь Томаса Луиса — британского контр-адмирала XVIII века.
Принял участие в Дарданелльской операции Первой мировой войны. Потерпел крушение в бухте Сувла 31 октября 1915 года. Добит турецкой береговой артиллерией.